# Lénárdt Laura
Lénárdt Laura (Budapest, 1992. szeptember 7. –) magyar színésznő.

## Életpályája
A szentesi Horváth Mihály Gimnáziumban érettségizett. 2011-2016 között a Kaposvári Egyetem színész szakán tanult, Kocsis Pál osztályában. Szabadúszó színésznőként dolgozik.

## Fontosabb színházi szerepei

### Weöres Sándor Színház
- A revizor (2018) – Jekatyerina Nyikolajevna Ingoda, helyi sikeres vállalkozó
- Sztárcsinálók (2018) – Locusta

### Örkény Színház
- Köd utánam (2015)
- Mesél a bécsi erdő (2016) – Emma

### Átrium
- Egy, kettő, három (2016) – Lydia[6]

## Filmes és televíziós szerepei
- Gólyatábor (2016)
- Nyitva (2018) ...Julcsi
- Rossz versek (2018) ...Kati
- Seveled (2019) ...Irma
- Pepe (2022) ...Anett
- Doktor Balaton (2022) ...Fiatal nő
- Mellékhatás (2023) ...Orsolya
- …a szomszéd tehene (2024) ...Ágota
- Hazatalálsz (2024) ...Jázmin